# Malý Trianon
Malý Trianon je zámek umístěný na pozemku paláce Versailles v městečku Versailles ve Francii. Byl navržen architektem Ange-Jacques Gabrielem pro krále Ludvíka XV. a jeho dlouholetou milenku Madame de Pompadour a postaven během let 1762–1768.
Madame de Pompadour zemřela 4 roky před jeho dokončením a zámek později vlastnila její nástupkyně Madame du Barry. Roku 1774, po nástupu dvacetiletého Ludvíka XVI. na trůn, dostala tento zámek a okolní park 19letá královna Marie Antoinetta pro své výhradní použití a zábavu.
Zámek Malý Trianon je známým příkladem přeměny rokokového stylu z první poloviny 18. století k střídmějšímu a noblesnějšímu neoklasickému stylu 60. let 18. století.
Exteriér zámku je jednoduchý a elegantní, architektonicky přesný a vysoce originální. Malý Trianon přitahuje zájem svými čtyřmi fasádami, které byly promyšleně navrženy k té části panství, kde naplno vyniknou. Převažuje korintský charakter s dvěma oddělenými a s dvěma spojenými sloupy, sloupy také obklopují nádvoří a skleníky Ludvíka XV.
Marie Antoinetta přišla do Malého Trianonu nejen proto, aby unikla formálnosti královského dvora, ale také aby setřásla břemeno královské odpovědnosti. Všechno bylo par ordre de la Reine (na základě královniny vůle). Nikomu nebylo dovoleno vstoupit do sídla bez královnina výslovného dovolení. Do zámku mohly vstoupit bez povolení pouze královniny oblíbenkyně – Marie Luisa Savojská (kněžna de Lamballe) a Gabriela de Polastron (vévodkyně de Polignac).
Zámek byl navržen tak, aby nabízel co nejlepší vzájemnou komunikaci mezi hosty a služebníky. Uvnitř královnina apartmánu lze postřehnout neustálou potřebu soukromí: výzdoba jejího budoáru zobrazuje vynalézavý unikát té doby, zrcadlové tabule se dají otočit tak, aby zakryly okna. Její ložnice, i když je jednoduchá, je velmi elegantní a zařízená nábytkem od Georga Jacoba a Jeana Henri Riesenera. Tapety dal vytisknout Jean-Baptiste Pillement.